# 칵스
칵스(The Koxx)는 2008년 말 신사론을 주축으로 결성된 대한민국의 록 밴드이다. 2009년 11월, 헬로루키로 선정되었다. 2013년 6월 27일, 이수륜을 시작으로 칵스는 멤버들의 군입대로 인해 활동을 잠정 중단했다. 멤버들이 전역한 이후 2015년 후지 록 페스티벌 무대에 선 것을 시작으로 활동을 재개하였다.
2019년 1월 17일 여러 사생활 논란들로 인해 전 소속사였던 해피로봇 레코드와 전속계약을 해지하였다.

## 구성원
- 이현송 (1988년 11월 7일, 보컬, 기타)
- 이수륜 (1988년 12월 23일, 기타)
- 박선빈 (1986년 6월 28일, 베이스 기타)
- 신사론 (1988년 7월 16일, 드럼) -2016년 10월 탈퇴
- Shaun (1990년 1월 12일, 신시사이저)

## 음반

### 정규 음반
1. 2011년 6월 15일 《Access OK》
2. 2015년 11월 10일 《The new normal》

### EP 앨범
1. 2010년 6월 15일 《Enter》
2. 2012년 6월 26일 《bon voyage》
3. 2017년 7월 19일 《Red》

### 디지털 싱글
1. 2011년 6월 2일 《Jump to the Light》
2. 2011년 11월 15일 《Oriental Girl》
3. 2015년 7월 17일 《Trojan Horse》

## 수상 및 경력
- 2009년 EBS SPACE 공감 11월 헬로루키 선정
- 2011년 美 MTV IGGY '2011년 최고의 데뷔 앨범' 4위 《Access OK》
- 2012년 美 MTV IGGY 이 주의 아티스트(Artist of the Week) 선정
- 2012년 제 6회 Mnet 20's choice 20's 밴드 뮤직상
- 2012년 제 1회 가온차트 K-POP 어워드 올해의 발견상
- 2016년 제 13회 한국대중음악상 최우수모던록앨범상 <the new normal>